# Aveize
Aveize ist eine französische Gemeinde mit 1.108 Einwohnern (Stand: 1. Januar 2022) im Département Rhône in der Region Auvergne-Rhône-Alpes. Sie gehört zum Arrondissement Lyon und zum Kanton Vaugneray. Die Einwohner heißen Aveizois.

## Geographie
Aveize liegt etwa 26 Kilometer südwestlich von Lyon in der Landschaft Monts du Lyonnais am Flüsschen Gimond.

### Nachbargemeinden
Umgeben wird Aveize von den Nachbargemeinden Sainte-Foy-l’Argentière im Norden, Saint-Genis-l’Argentière im Nordosten, Duerne im Osten, La Chapelle-sur-Coise im Südosten, Pomeys im Süden, Grézieu-le-Marché im Südwesten, Meys im Westen sowie Souzy im Nordwesten.

## Bevölkerungsentwicklung
| Jahr                       | 1962  | 1968 | 1975 | 1982 | 1990 | 1999 | 2006 | 2012 | 2018 |
| Einwohner                  | 1.023 | 917  | 803  | 810  | 904  | 940  | 1063 | 1119 | 1126 |
| Quellen: Cassini und INSEE |       |      |      |      |      |      |      |      |      |